# Barkom-Każany Lwów
Barkom-Każany Lwów (ukr. ВК «Барком-Кажани», WK «Barkom-Każany»)  – ukraiński klub siatkarski ze Lwowa założony w 2009 roku. Mistrz Ukrainy, dwukrotny zdobywca Pucharu Ukrainy oraz dwukrotny zdobywca Superpucharu Ukrainy. Głównym sponsorem klubu jest przedsiębiorstwo Barkom.
Barkom-Każany Lwów w najwyższej klasie rozgrywkowej zadebiutował w sezonie 2013/2014. Pierwsze mistrzostwo Ukrainy zdobył w sezonie 2017/2018.
W sezonach 2022/2023, 2023/2024, 2024/2025 zespół zagrał w PlusLidze.

## Nazwy klubu
- 2009-2014 Barkom Lwów
- 2014- Barkom-Każany Lwów

## Historia
Klub Barkom Lwów założony został w 2009 roku. W sezonie 2009/2010 zespół występował w 1. lidze amatorskiej, w której zajął 1. miejsce. W sezonie 2010/2011 klub wystartował w 1. lidze (trzeci poziom rozgrywkowy). Rywalizację zakończył na 5. miejscu. W kolejnym sezonie zdobył mistrzostwo 1. ligi, dzięki czemu uzyskał awans do drugiej klasy rozgrywkowej. W sezonie 2012/2013 zdobył mistrzostwo 1. ligi (po zmianie struktury ligowej – drugi poziom rozgrywkowy).
W sezonie 2013/2014 Barkom Lwów zadebiutował w najwyższej klasie rozgrywkowej – Superlidze, kończąc zmagania na ćwierćfinale fazy play-off (przegrał rywalizację z klubem Faworyt Łubnie). Od sezonu 2014/2015 klub występuje pod nazwą Barkom-Każany. W tym sezonie w klasyfikacji końcowej Superligi zajął 5. miejsce, w kolejnym natomiast – 4. miejsce (w walce o brązowy medal uległ klubowi Jurydyczna akademіja Charków).
W sezonie 2016/2017 Barkom-Każany zdobył wicemistrzostwo Ukrainy, Puchar Ukrainy oraz Superpuchar Ukrainy. Zadebiutował również w europejskich pucharach – w Pucharze CEV w 1/32 finału przegrał dwumecz z serbskim klubem Vojvodina Nowy Sad.
W sezonie 2017/2018 zdobył pierwsze mistrzostwo Ukrainy oraz drugi Puchar Ukrainy. W europejskich pucharach doszedł do 1/16 finału Pucharu CEV, gdzie po raz kolejnym przegrał rywalizację z serbskim klubem Vojvodina NS seme Nowy Sad.
1 listopada 2022 w Krakowie drużyna wygrała z PGE Skrą Bełchatów 3:2, zdobywszy pierwsze zwycięstwo w PlusLidze.

## Hale sportowe
| Lata / Sezon        | Obiekt                                | Miasto              | Pojemność           |
| Superliga ukraińska | Superliga ukraińska                   | Superliga ukraińska | Superliga ukraińska |
| ------------------- | ------------------------------------- | ------------------- | ------------------- |
| 2009-2022           | PS "Hałyczyna"                        | Lwów                | 1600                |
| PlusLiga            |                                       |                     |                     |
| 2022/2023           | Hala Widowiskowo-Sportowa Suche Stawy | Kraków              | 1000                |
| 2023/2024           | Hala Sportowa WOSiR                   | Wieluń              | 609                 |
| 2024/2025           | Arena Jaskółka                        | Tarnów              | 3559                |
| 2025/2026           | Hala Sportowo-Widowiskowa MOSiR       | Elbląg              | 2422                |

## Trenerzy
| Lata      | Imię i nazwisko     |
| --------- | ------------------- |
| 2012–2014 | Wiktor Mychalczuk   |
| 2014–2015 | Władysław Łazarczuk |
| 2015–2016 | Jan Such            |
| 2016–     | Uģis Krastiņš       |

## Bilans sezonów
| Sezon     | Rozgrywki ligowe | Rozgrywki ligowe | Puchar Ukrainy    |
| Sezon     | Poziom           | Miejsce          | Puchar Ukrainy    |
| --------- | ---------------- | ---------------- | ----------------- |
| Ukraina   |                  |                  |                   |
| 2010/2011 | 1. liha          | 5. miejsce       | I runda           |
| 2011/2012 | 1. liha          | 1. miejsce       | II runda          |
| 2012/2013 | 1. liha          | 2. miejsce       | I runda           |
| 2013/2014 | Superliha        | 7. miejsce       | I runda           |
| 2014/2015 | Superliha        | 5. miejsce       | I runda           |
| 2015/2016 | Superliha        | 4. miejsce       | 2. miejsce        |
| 2016/2017 | Superliha        | 2. miejsce       | 1. miejsce        |
| 2017/2018 | Superliha        | 1. miejsce       | 1. miejsce        |
| 2018/2019 | Superliha        | 1. miejsce       | 1. miejsce        |
| 2019/2020 | Superliha        | —                | 3. miejsce        |
| 2020/2021 | Superliha        | 1. miejsce       | 1. miejsce        |
| 2021/2022 | Superliha        | 2. miejsce       | awans do IV rundy |
| Polska    | Polska           | Polska           | Puchar Polski     |
| 2022/2023 | PlusLiga         | 13. miejsce      | brak udziału      |
| 2023/2024 | PlusLiga         | 12. miejsce      | brak udziału      |

Poziom rozgrywek:
     pierwszy poziom
     drugi poziom
     trzeci poziom

## Występy w europejskich pucharach
| Sezon     | Puchar           | Osiągnięcie |
| --------- | ---------------- | ----------- |
| 2016/2017 | Puchar CEV       | 1/32 finału |
| 2017/2018 | Puchar CEV       | 1/16 finału |
| 2018/2019 | Puchar CEV       | 1/32 finału |
| 2019/2020 | Puchar CEV       | 1/8 finału  |
| 2020/2021 | Puchar Challenge | 1/16 finału |
| 2021/2022 | Puchar Challenge | 1/16 finału |

## Osiągnięcia
Mistrzostwa Ukrainy:
- 1. miejsce (3x): 2018, 2019, 2021
- 2. miejsce (2x): 2017, 2022[8]

Puchar Ukrainy:
- 1. miejsce (4x): 2017, 2018, 2019, 2021
- 2. miejsce (1x): 2015
- 3. miejsce (1x): 2020

Superpuchar Ukrainy:
- 1. miejsce (4x): 2016, 2018, 2019, 2020
- 2. miejsce (1x): 2017

PGE Grand Prix PLS:
- 3. miejsce: 2024

## Polacy w klubie
| Lata gry  | Imię i nazwisko  |
| --------- | ---------------- |
| 2015-2016 | Jacek Obrębski   |
| 2016-2017 | Filip Biegun     |
| 2017-2018 | Mikołaj Szewczyk |
| 2025-     | Oskar Woźny      |

## Kadra w sezonie 2025/2026
| Nr | Imię i nazwisko    | Data ur.   | Wzrost | Pozycja      |
| -- | ------------------ | ---------- | ------ | ------------ |
| 2  | Illa Kowalow       | 31.08.1996 | 198    | przyjmujący  |
| 3  | Lorenzo Pope       | 06.12.2001 | 205    | przyjmujący  |
| 4  | Ołeh Szewczenko    | 08.01.1993 | 194    | przyjmujący  |
| 12 | Władysław Szczurow | 27.04.2001 | 208    | środkowy     |
| 13 | Wasyl Tupczij      | 13.01.1992 | 196    | atakujący    |
| 17 | Deniss Petrovs     | 31.08.1986 | 188    | rozgrywający |
| 19 | Andrij Rohożyn     | 13.07.1997 | 200    | środkowy     |
| 21 | Jarosław Pampuszko | 11.11.2001 | 178    | libero       |
| 29 | Andrij Szwec       | 12.05.2005 | 206    | środkowy     |
|    | Moussé Gueye       | 11.11.1996 | 198    | środkowy     |
|    | Július Firkaľ      | 14.01.1998 | 196    | przyjmujący  |
|    | Oskar Woźny        | 26.04.2005 | 180    | libero       |
|    | Yamato Nakano      | 02.10.1999 | 179    | rozgrywający |
|    | Mykoła Kuc         | 17.06.2006 | 208    | środkowy     |

## Obcokrajowcy w zespole
| Lata Gry                  | Imię i nazwisko           | Pozycja      |
| ------------------------- | ------------------------- | ------------ |
| 2015-2016                 | Jacek Obrębski            | libero       |
| 2016-2017                 | Filip Biegun              | przyjmujący  |
| 2017-2018                 | Mikołaj Szewczyk          | przyjmujący  |
| 2020-2021                 | Anton Qafarena            | atakujący    |
| 2020-2021                 | Christian Thondike Mejías | rozgrywający |
| 2021-2022                 | Marko Sinđelić            | środkowy     |
| 2022-2023                 | Jonas Kvalen              | przyjmujący  |
| 2022-2023 2025-           | Július Firkaľ             | przyjmujący  |
| 2022-2023                 | Murat Yenipazar           | rozgrywający |
| 2023-2024 (do 08.04.2024) | Luciano Palonsky          | przyjmujący  |
| 2023-2024 2025-           | Moussé Gueye              | środkowy     |
| 2023-2024                 | Kristers Dardzāns         | atakujący    |
| 2023-                     | Deniss Petrovs            | rozgrywający |
| 2024-2025                 | Santeri Välimaa           | rozgrywający |
| 2024-2025                 | Rune Fasteland            | środkowy     |
| 2024-2025                 | Märt Tammearu             | przyjmujący  |
| 2024-                     | Lorenzo Pope              | przyjmujący  |
| 2025-                     | Yamato Nakano             | rozgrywający |
| 2025-                     | Oskar Woźny               | libero       |